# برنامه‌ریزی مالی
برنامه‌ریزی مالی(به انگلیسی: Financial Planning) مجموعه‌ای از پیش‌بینی‌ مالی است که هر فرد را برای یک زندگی با آرامش و آسایش در آینده نزدیک و دور آماده می‌کند. مجموع این برنامه‌ریزی شامل جنبه‌های مختلفی است که فقط به پس‌انداز کردن و سرمایه‌گذاری هنگفت در سرمایه‌گذاری‌های خاص خلاصه نمی‌شود. این سرمایه‌گذاری‌ها فقط بخش کوچکی از یک برنامه‌ریزی جامع هستند. در یک برنامه‌ریزی مالی کامل و دقیق، وضعیت مالی امروز فرد یا خانواده بررسی شده و اهداف مالی در آینده نزدیک و دور نیز مورد نظر قرار خواهد گرفت و با توجه به آن‌ها روش یا روشهای حصول این اهداف و قابل دسترس بودن آن‌ها مورد بررسی قرار خواهد گرفت.
برنامه‌ریزی مالی به کلیه جنبه‌هایی توجه می‌کند که استقلال مالی یا اهداف مالی فرد را در آینده تضمین خواهد کرد. پس‌انداز برای آینده با هدف خرید اتومبیل یا منزل یا پس‌انداز بازنشستگی (RRSP) از مواردی است که عموم افراد با آن آشنایی دارند و تعداد کثیری آن را اجرا می‌کنند. یک برنامه‌ریزی کامل شامل موارد فوق است ولی فقط به آن‌ها خلاصه نمی‌شود و این موارد فقط بخش کوچکی از یک برنامه‌ریزی مالی است. برای حصول به یک برنامه کامل باید به موارد بسیاری توجه دقیق شود که موارد زیر بخشی از آن‌ها است:
- میزان درآمد فرد یا یک خانواده
- سرمایه و موجودی نقدی و غیر نقدی
- بدهی و تعهدهای مالی کوتاه و بلند مدت
- هزینه‌های و مخارج روزانه زندگی
- میزان و نوع مناسب سرمایه‌گذاری
- خریدهای بزرگ و هزینه‌های اصلی و مهم در طی دوران زندگی (مانند خرید خانه، اتومبیل و مسافرت‌های تفریحی)
- هزینه‌های مرتبط با آینده فرزندان و جوانان (هزینه‌های تحصیل، ازدواج و کمکهای مالی برای شروع زندگی مستقل)
- وضعیت، نیازهای مالی و محل تأمین آن‌ها در زمان بازنشستگی
- هزینه‌ها و نیازهای مالی در زمان بیماری
- هزینه‌ها و نیازهای مالی در زمان از کارافتادگی
- هزینه‌ها و نیازهای مالی در زمان پس از درگذشت فرد یا افرادی از خانواده
- نوع و میزان بیمه پزشکی و بیمه عمر مورد نیاز

یک برنامه‌ریزی جامع مالی از بخش‌هایی زیر تشکیل شده‌است:
- برنامه‌ریزی سرمایه‌گذاری (Investment Planning)
- برنامه‌ریزی بازنشستگی (Retirement Planning)
- برنامه‌ریزی تحصیلی (Educational Planning)
- برنامه‌ریزی دارایی‌ها (Estate Planning)
- برنامه‌ریزی بیمه (Insurance Planning)
- برنامه‌ریزی مالیاتی (Tax Planning)
- مدیریت نقدینگی (Cash Management)
- مدیریت بدهیها (Debt Management)

«اگر شرایط مالی خود را کنترل نکنید، قطعاً شرایط مالیتان شما را کنترل خواهد کرد.»
خلق ثروت و نگهداری و رشد آن در آینده تنها با اتخاذ یک برنامه‌ریزی صحیح مالی میسر خواهد شد. افراد اگر یک برنامه مالی شخصی نوشته شده نداشته باشند در اتخاذ تصمیمات متمرکز نبوده و متمایل به انجام اشتباهات رفتاری در تصمیمات شخصی مالی خود هستند.
اولین چیزی که با برنامه‌ریزی می‌توانیم به آن دست پیدا کنیم، اهداف هستند. اهداف مالی که شامل درآمدزایی یا گسترش و توسعهٔ کار است و همچنین اهدافی که در زندگی شخصی داریم نیز نیاز به برنامه‌ریزی مالی دارند.
برنامه‌ریزی مالی در کسب و کار نیز به اندازهٔ زندگی شخصی اهمیت دارد برای شروع یک کار یا برای راه اندازی یک تجارت حتماً نیاز به سرمایه‌گذاری است برای سرمایه‌گذاری هم برنامه‌ریزی‌های مالی با دقت بالا لازم است تا بتوان در کسب و کار و شغل موفق بود. متأسفانه در ایران به دلیل فقدان سیستم‌های پس‌انداز و محصولات متنوع بیمه عمر و بازنشستگی، برنامه‌ریزی مالی اهمیتی دوچندان می‌یابد.

## برنامه‌ریزی بازنشستگی
دوران بازنشستگی در برنامه‌ریزی مالی از اهمیت خاص و ویژه‌ای برخوردار است. نظر به اینکه در این دوران، فرد فعالیت کاری نداشته و دارای درآمد ماهانه نیست، حصول روشهایی برای تأمین هزینه‌های زندگی در آن دوران بسیار مهم است. شیوه زندگی مورد نظر فرد، هزینه‌ها و محلهای تأمین آن‌ها برای فرد یا خانواده تحلیل شده و میزان Pension Plan و RRSP و پس‌اندازهایی مربوط، برای به حداکثر رساندن درآمد دوران بازنشستگی بررسی خواهد شد و در صورت نیاز، تجدید نظر در آن‌ها صورت خواهد گرفت یا سرمایه‌گذاری‌های طولانی مدتی که بازگشت مناسبی در دوران بازنشستگی داشته باشد به آن‌ها افزوده خواهد شد. این تغییرات باید بگونه‌ای باشد تا فشار مالی خاصی را به شرایط فعلی خانواده اعمال نکرده و قابل اجرا باشد.

## برنامه‌ریزی تحصیلی
به دلیل اینکه در سالیان اخیر اکثر مشاغل ایجاد شده یا خواهند شد، نیاز به مدارک تحصیلی بالاتر از دبیرستان دارند، اهمیت تحصیلات دانشگاهی برای جوانان و بزرگسالان بیشتر از پیش شده‌است. تأمین هزینه‌های بالای ادامه تحصیل، پس از انتخاب صحیح رشته تحصیلی از مواردی است که اکثر جوانان یا خانواده آن‌ها درگیر کرده‌است. در مواردی هزینه‌های بالای رشته‌های خاص موجب شده‌است تا بسیاری از افراد قادر به ادامه تحصیل در رشته مورد علاقه خود نشده یا بطورکل از آن صرف نظر کنند. به همین جهت است که برنامه‌ریزی تحصیلی از اهمیت ویژه و جایگاه خاصی در برنامه‌ریزی مالی برخوردار شده‌است. در برنامه‌ریزی تحصیلی به روشهای تأمین این هزینه‌ها و چگونگی استفاده از مزایای دولتی توجه شده تا هزینه‌های مربوط و هزینه‌های زندگی در دوران فوق تأمین گردد.

## برنامه‌ریزی دارایی‌ها
در این بخش از برنامه‌ریزی مالی، به پیش‌بینی انتقال داراییهای فرد یا خانواده در زمان درگذشت یکی از اعضای خانواده توجه می‌شود. هدف از برنامه‌ریزی دارایی به حداکثر رساندن میزان دارایی‌هایی قابل انتقال به اعضای باقی‌مانده خانواده و وارثان است. به همین جهت نیاز است تا با توجه به قوانین دولت فدرالی و استانی و پیش از درگذشت فردی از اعضای خانواده، پیش‌بینی‌های لازم برای به حداقل رساندن مالیات انتقال دارایی‌ها به وارثان اتخاذ شود. مهم این است که هدف، رسیدن به نتیجه دلخواه می‌باشد

## برنامه‌ریزی بیمه
وقوع اتفاقات غیرقابل پیش‌بینی می‌تواند سلامت و عمر فرد یا افرادی از خانواده را به خطر اندازد. نیاز به مراقبتهای خاص پزشکی یا نیاز به صرف زمانی برای استراحت و در نتیجه ترک محل کار، موجب کاهش درآمد و افزایش هزینه‌های مربوط خواهد شد. درگذشت یکی از افراد خانواده علاوه بر فشارهای روانی، می‌تواند فشارهای مالی بزرگی را نیز به خانواده تحمیل کند و شرایط را بیش از بیش غیرقابل تحمل خواهد کرد. استفاده از بیمه‌های متناسب نظیر بیمه پزشکی، بیمه بیماری‌های خاص، بیمه عمر و انواع دیگر بیمه، می‌تواند شرایطی آسانتر برای خروج از بحرانها فراهم کند. پیشنهاد می‌شود بیمه عمر را حتماً جزء برنامه خود قرار دهید

## برنامه‌ریزی مالیاتی
کانادا یکی از کشورهایی است که دارای بالاترین میزان مالیات دریافتی از شهروندان است. یک فرد کانادایی با درآمد متوسط، بیش از ۴۰ درصد از درآمد خود را بابت مالیات بردرآمد و مالیات بر خرید پرداخت می‌کند و این موضوع موجب جلوگیری از افزایش ثروت فرد و خانواده خواهد شد. برنامه‌ریزی مالیاتی و بازنگری مالیاتی کمک خواهد کرد تا یک استراتژی مناسب برای کاهش مالیات سالیانه بکار گرفته شود. نظر به اینکه قوانین مالیاتی به‌طور مداوم در حال تغییر است و شرایط مالی و درآمد خانواده نیز در حال تغییر است، برنامه‌ریزی مالیاتی فرایندی است که باید تداوم داشته و درهر سال بازنگری شود.

## مدیریت نقدینگیومدیریت بدهی‌ها
در این بخش، میزان درآمد، نقدینگی فرد یا خانواده و میزان تعهدات و بدهی‌ها مورد توجه قرار می‌گیرد. آنچه که با دقت مورد بررسی قرار می‌گیرد، محل هزینه کردن و خرج کردن این مقادیر و نحوه بازپرداخت بدهی‌ها است. با مدیریت موارد فوق محل هزینه‌ها را بهینه کرده و بازپرداخت بدهی‌های بد (Bad debt)، بدهی‌های که دارای بهره بالایی بوده و بدهی‌هایی که سررسید آن‌ها نزدیک می‌شود، در اولویت قرار داده می‌شود. بدهی بد (Bad debt) به بدهی‌هایی گفته می‌شود که دارای بهره بالایی بوده و محل هزینه کردن آن‌ها دارای ارزش افزوده نباشد (مانند بدهی به کارت‌های اعتباری). در مقابل بدهی بد، بدهی خوب (Good debt) بدهی است که دارای بهره پایین بوده و برای سرمایه‌گذاریی‌هایی نظیر خرید خانه، گردش مالی مورد نیاز یک تجارت یا سرمایه‌گذاری خاص با درآمد مناسب استفاده شده‌اند.